# Between the Stars
Between the Stars è il quarto album in studio del gruppo musicale rock statunitense Flyleaf, pubblicato nel 2014.

## Tracce
Edizione standard
1. Set Me on Fire – 3:37
2. Magnetic – 3:41
3. Traitor – 2:59
4. Platonic – 3:30
5. Head Underwater – 2:50
6. Sober Serenade – 3:46
7. Thread – 2:50
8. Marionette – 3:47
9. Well of Lies – 4:33
10. City Kids – 3:52
11. Blue Roses – 3:17
12. Home – 2:50

Tracce bonus Edizione speciale
1. Avalanche – 3:30
2. Ship of Fools – 3:07
3. Tied to the Broken (demo) – 3:43
4. City Kids (live) – 3:46

## Formazione
Gruppo
- James Culpepper — batteria
- Jared Hartmann — chitarra
- Kristen May — tastiere, voce
- Pat Seals — basso, voce
- Sameer Bhattacharya — chitarra, tastiere, piano

Collaboratori
- Bec Hollcraft — voce (4)